# Туз

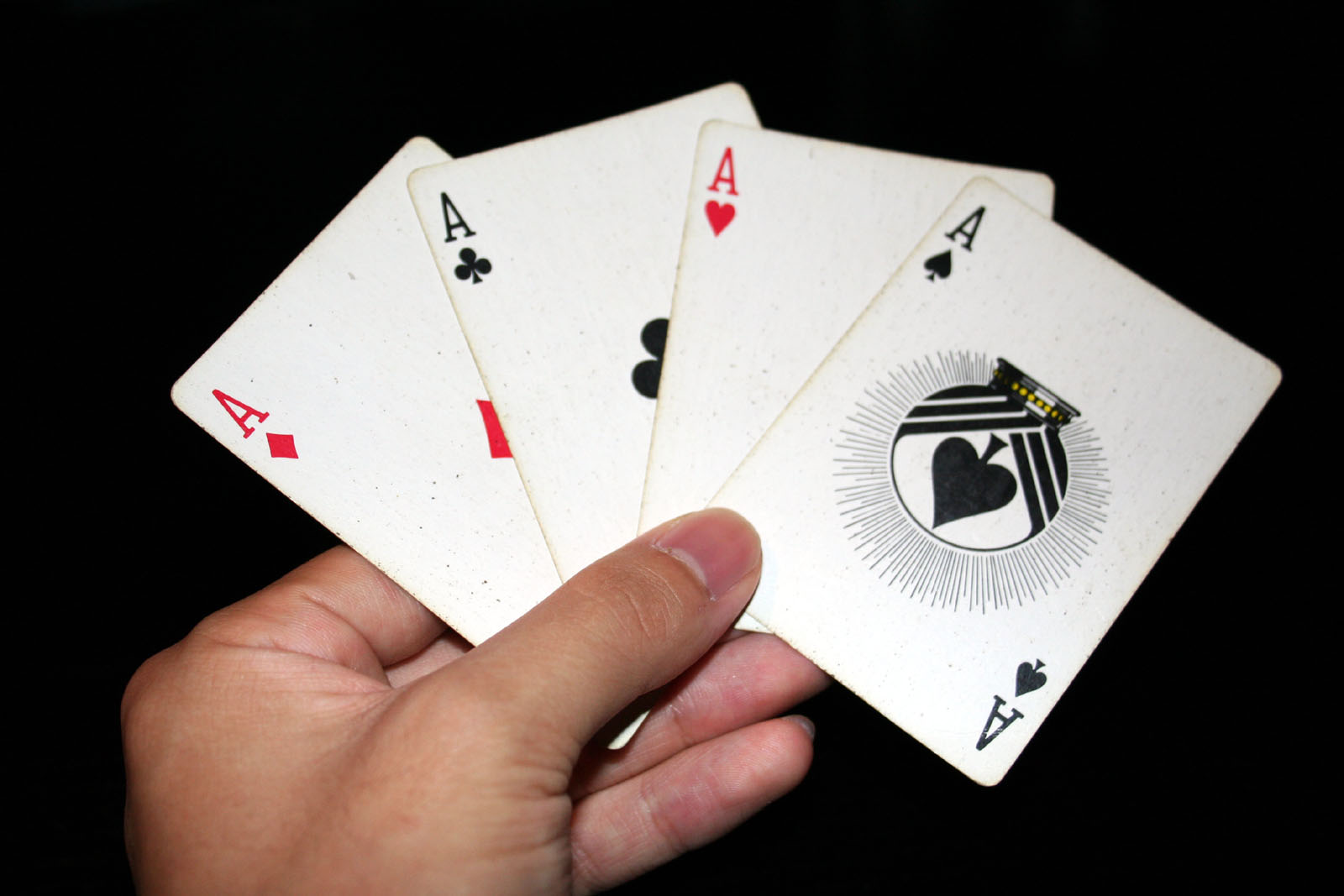
Картёжные тузы

Туз (от ср.-в.-нем. tûs/dûs через пол. tuz) — исторически, игральная карта достоинством в одно очко, а в некоторых играх (к примеру, в деберце) в 11. 
В большинстве современных карточных игр — карта либо самого старшего, либо (реже) младшего достоинства. В покере или блек-джеке игрок может выбирать, играет ли туз как карта старшего или младшего достоинства. В большинстве пасьянсов туз является младшей картой и часто служит базой для сбора карт в порядке возрастания до короля. В ломберной, картёжной игре: трефовый, крестовый, жёлудевый туз называется Ба́ста. Серия из трёх одинаковых карт, во французской картёжной игре, в том числе три туза — Брелан.

## Обозначение и дизайн
В разных государствах и странах картёжные фигуры приобрели разные названия. В частности, тузы в картёжных колодах, выпущенных в разных государствах и странах, обозначаются различными буквами кириллицей и латиницей или цифрой:
- Россия — «T» (от рус. Туз),
- Германия — «A» (от нем. As — Ас),
- США — «A» (от англ. Ace),
- Франция — «1».

Традиционный дизайн туза включает одно очко масти в центре карты. На современных картах в двух противоположных углах (реже — во всех четырёх) приводится индекс — буквенное или цифровое обозначение и уменьшенный символ масти. В колодах, произведённых в англоязычных государствах и странах, по историческим причинам пиковый туз имеет декоративное оформление. В наиболее распространённой в России атласной колоде декоративно оформлен бубновый туз. В других колодах все тузы могут быть простыми или все декоративными.
Ранее в русском языке существовали игровые (картёжные) пословицы (поговорки) «Подвести дела под монастырь», то есть убить короля тузом или «Подвёл деда под монастырь» (то есть карту под убой, убить короля), сейчас пословицы имеют другое значение.

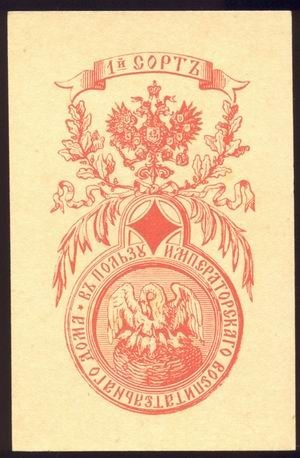
Бубновый туз из атласной колоды
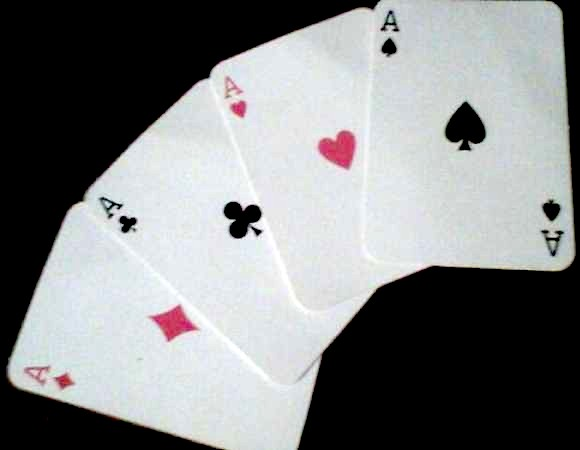
Все тузы с простым дизайном
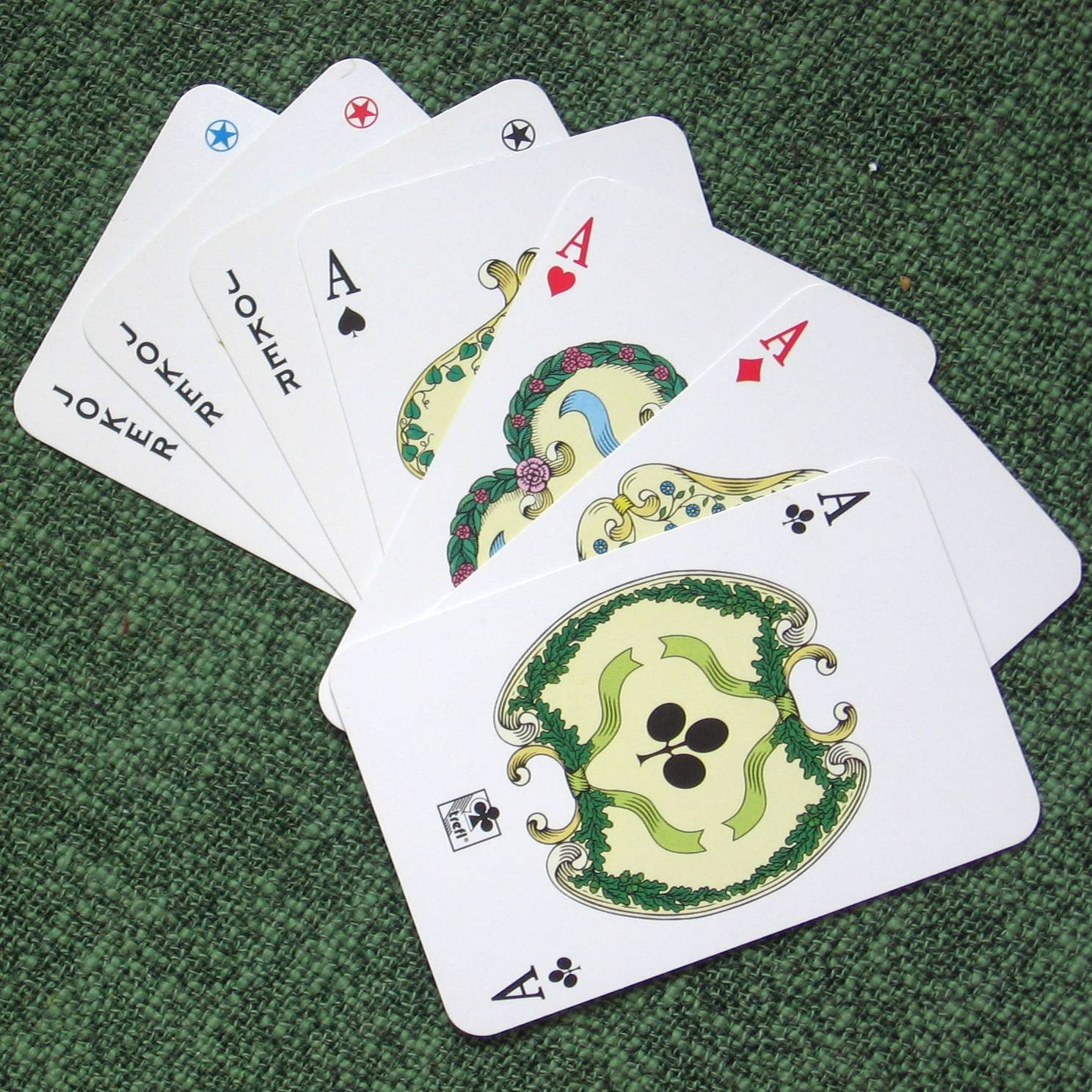
Все тузы декоративные

## В Юникоде
Начиная с версии 6.0 стандарта Юникод в нём предусмотрены следующие коды:
- Туз пик — 1F0A1 playing card ace of spades
- Туз червей — 1F0B1 playing card ace of hearts
- Туз бубён — 1F0C1 playing card ace of diamonds
- Туз треф — 1F0D1 playing card ace of clubs